# 22e Bergkorps
Het 22e Bergkorps (Duits: Generalkommando XXII. Gebirgs-Armeekorps) was een Duits legerkorps van de Wehrmacht tijdens de Tweede Wereldoorlog. Het korps werd gedurende het grootste deel van zijn bestaan ingezet als bezettingsmacht in westelijk Griekenland.

## Krijgsgeschiedenis

### Oprichting
Het 22e Bergkorps werd gevormd op 20 augustus 1943 in Wehrkreis VII in Sonthofen.

### Inzet en einde

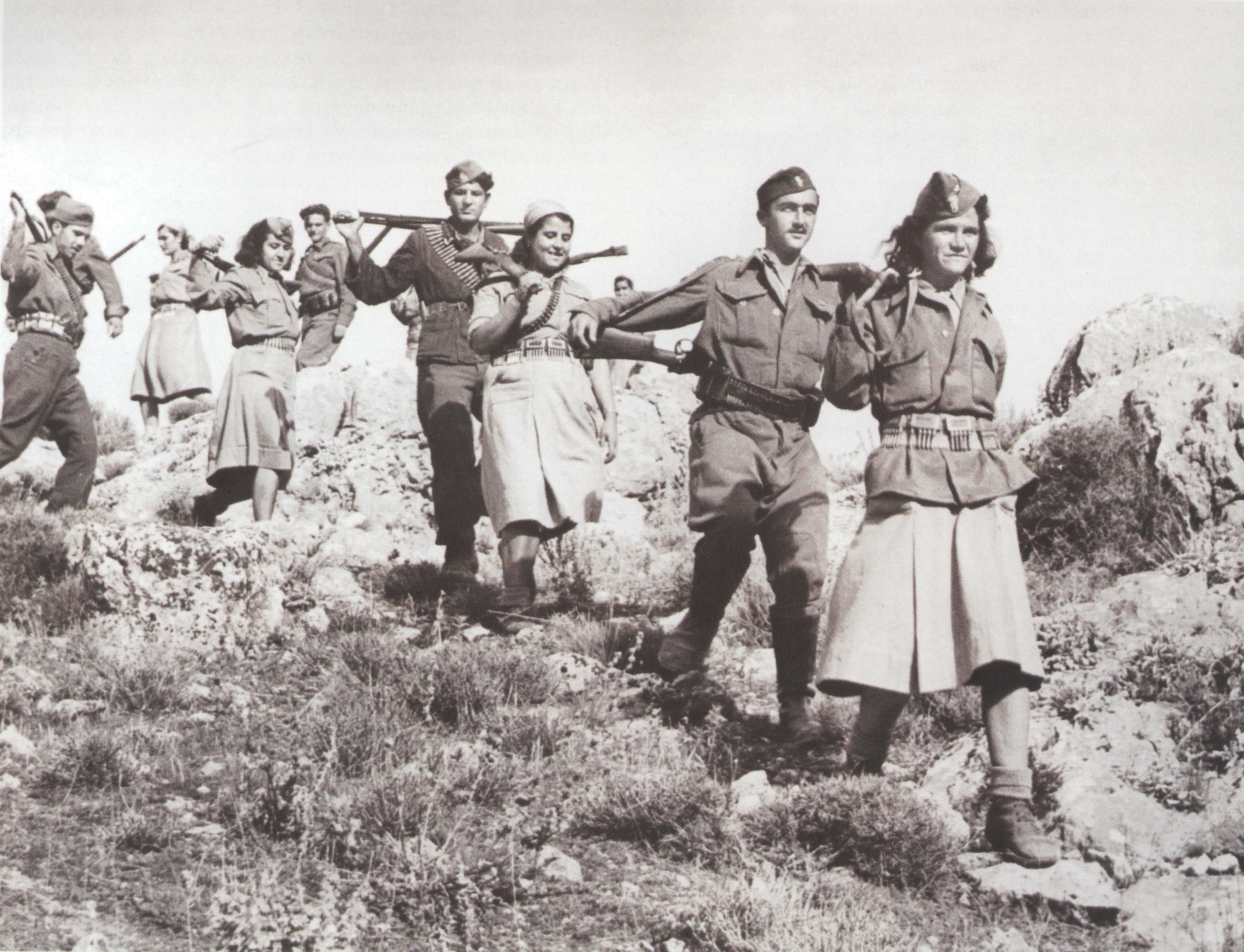
Griekse partizanen

Meteen na de vorming kreeg het korps de verantwoordelijkheid over de bezettingstroepen in (noord)west Griekenland. Het hoofdkwartier werd gelegerd in  Ioannina. Dit gebied was voorheen de Italiaanse bezettingszone, maar de Duitsers namen dat over na de overgave van de Italianen. In december 43 werd Operatie Seepferd uitgevoerd, een anti-partizaan operatie in de buurt van Elafina in Griekenland. Het korps bleef op deze locatie tot oktober 1944 en sloot toen aan bij de Duitse terugtocht uit Griekenland.
Tussentijds was er nog een aparte actie uitgevoerd. Op 19 maart 1944 nam de Korpsstaf met enkele eenheden deel aan Operatie Margarethe, de Duitse invasie in Hongarije. Deze was opgezet om de vredesbespreking van het Hongaarse staatshoofd Miklós Horthy dwars te bomen, hetgeen lukte. De invasie was bloedeloos.
De terugtocht werd uitgevoerd via Montenegro, waarna het korps getransporteerd werd naar Hongarije. De Sovjettroepen waren daar ten noorden van de Drau doorgebroken en het korps werd onderdeel van de blokkeringslinie tussen het Balatonmeer en de Drau. Na het mislukken van Operatie Frühlingserwachen sloot het korps zich aan bij de terugtocht onder druk van de Sovjets. Via Maribor trok het korps zich terug naar Steiermarken en Karinthië.
Op 8 mei 1945 capituleerde het 22e Bergkorps in Karinthië.

## Bovenliggende bevelslagen
| Leger                    | Legergroep                         | Plaats/regio                       | Begin            | Eind          |
| ------------------------ | ---------------------------------- | ---------------------------------- | ---------------- | ------------- |
| Heeresgruppe E           | Heeresgruppe F                     | Griekenland                        | 24 augustus 1943 | 12 maart 1944 |
| 2. Panzerarmee           | Heeresgruppe F                     | Griekenland                        | 12 maart 1944    | augustus      |
| Operationsstab Margarete | OB Südost                          | Balkan                             | 19 maart 1944    |               |
| --                       | General d. dt. Wehrmacht in Ungarn | Hongarije                          | 25 maart 1944    | augustus      |
| Heeresgruppe E           | Heeresgruppe F                     | Griekenland                        | mei 1944         | augustus      |
| 2. Panzerarmee           | Heeresgruppe F                     | Hongarije, Balatonmeer             | november 1944    | augustus      |
| 2. Panzerarmee           | Heeresgruppe Süd                   | Hongarije, Balatonmeer             | januari 1945     | augustus      |
| 2. Panzerarmee           | OB Südost                          | Oostenrijk, Karinthië, Stiermarken | mei 1945         | 8 mei 1945    |

## Commandant
| Rang                      | Naam        | Begin            | Eind       |
| ------------------------- | ----------- | ---------------- | ---------- |
| General der Gebirgstruppe | Hubert Lanz | 25 augustus 1943 | 8 mei 1945 |